# Рэмси, Джек
Джон Травилла (Джек) Рэмси младший (англ. John Travilla 'Jack' Ramsay Jr.; 21 февраля 1925, Филадельфия — 28 апреля 2014, Нейплс, Флорида) — американский баскетболист, тренер и телекомментатор. Чемпион НБА в сезоне 1976/1977 года с «Портленд Трэйл Блэйзерс», член Зала славы баскетбола с 1992 года, один из десяти величайших тренеров в истории НБА до 1996 года.

## Биография
Джек Рэмси родился в Филадельфии, но часть его детства прошла в Коннектикуте. Позже семья Рэмси вернулась в Филадельбию, где он и окончил среднюю школу Аппер-Дарби. В 1942 году он поступил в местный университет Сент-Джозефс, но его учёбу там прервала война. Отслужив три года в американском флоте, Рэмси вернулся в Сент-Джозефс, который окончил в 1949 году. Позже он получил докторскую степень по педагогике в Пенсильванском университете, принесшую ему прозвище «Доктор Джек».
Во время работы тренером в университете Сент-Джозефс Рэмси познакомился со своей будущей женой Джин. Они прожили вместе до самой смерти Джин в 2010 году. Последние годы жизни она страдала от болезни Альцгеймера, находясь на постоянном попечении мужа. Сам Рэмси, бывший пловец-диверсант в составе ВМС США, продолжал вести активный образ жизни и в возрасте восьмидесяти лет, работая в физкультурном зале и совершая заплывы в Мексиканском заливе. Однако в последние годы жизни у него было диагностировано несколько форм рака, начиная с рака простаты в 1999 и меланомы в 2004 году и заканчивая поражением костного мозга. Джек Рэмси умер в апреле 2014 года в возрасте 88 лет. В честь Рэмси после его смерти была названа улица в Портленде.

## Спортивная карьера

### Игровая карьера
Во время учёбы в Аппер-Дарби Джек Рэмси играл в баскетбол, бейсбол и европейский футбол, сосредоточившись на первых двух после поступления в университет, где в свой выпускной год играл за сборную Сент-Джозефса в обоих видах (в том числе как капитан баскетбольной команды). После окончания первой степени Рэмси шесть лет играл защитником в профессиональных баскетбольных командах Гаррисберга и Санбери в местной Баскетбольной лиге Восточной Пенсильвании, зарабатывая примерно 50 долларов за матч. Дополнительный доход ему приносила тренерская работа, которой он заинтересовался ещё во время учёбы в Сент-Джозефсе; в годы выступлений в профессиональном баскетболе он подрабатывал тренером в средних школах Пенсильвании и Делавэра.

### Университетский тренер
Рэмси, мечтавший продолжать тренерскую карьеру на уровне студенческого баскетбола, однажды на матче столкнулся с тренером лёгкой атлетики своего родного университета, который предложил ему место баскетбольного тренера в Сент-Джозефсе. Уже на следующий день Рэмси получил должность тренера университетской сборной с зарплатой в 3,5 тысячи долларов за сезон 1955/1956. В свой первый год он одержал с командой 23 победы при шести поражениях, выиграл турнир «Большой пятёрки» пенсильванских университетов и принял участие в Национальном пригласительном турнире 1956 года, заняв в нём третье место. В дальнейшем команда Сент-Джозефса под наставничеством Рэмси семь раз выигрывала Центрально-Атлантическую конференцию, в том числе пять раз подряд с 1959 по 1963 год, в 1961 году пробившись в Финал четырёх чемпионата NCAA и завоевав в нём третье место после победы в матче с четырьмя овертаймами. Это был выдающийся результат для вуза, где обучалось только 1400 студентов и не было бюджета для набора игроков издалека. Команда, вероятно, могла бы добиться и большего, если бы не скандал. Выяснилось, что трое ведущих игроков Сент-Джозефса были замешаны в организации договорных результатов матчей ради выигрышей в тотализаторе. Приз за третье место пришлось вернуть, а троица мошенников была отчислена из университета. Позже, однако, Рэмси удалось снова собрать сильную команду, в сезоне 1962/1963 добравшуюся до четвертьфинала чемпионата NCAA, а затем ещё дважды подряд в 1965 и 1966 годах выигрывавшую Центрально-Атлантическую конференцию. В целом за 11 сезонов Рэмци выиграл с командой Сент-Джозефса 234 игры при всего 72 поражениях и 10 раз выходил в национальный чемпионат NCAA.

### Тренер НБА
В 1966 году с Рэмси связался владелец клуба НБА «Филадельфия Севенти Сиксерс» Ирв Козлофф и предложил ему занять пост генерального менеджера команды. Рэмси подписал с «Филадельфией» трёхлетний контракт на сумму 25 тысяч долларов. В его первый сезон с командой (и первый год в «Филадельфии» тренера Алекса Ханнума) команда, где играл Уилт Чемберлен, стала безусловным лидером НБА, выиграв 68 матчей и проиграв 13 — на тот момент лучший результат в истории лиги — и прервала восьмилетнюю гегемонию «Бостон Селтикс» в ранге чемпионов НБА. Ханнум ушёл из «Филадельфии» по окончании сезона 1967/1968, в котором она проиграла серию «Бостону» после того, как вела 3-1 по матчам. Вслед за этим отношения между Рэмси и Чемберленом обострились: лидер «Филадельфии» требовал либо места главного тренера, либо права вето на предложенные кандидатуры, а также контракта на миллион долларов и пая во владении командой, однако Рэмси, винивший Чемберлена в поражении от «Бостона», отказался удовлетворить эти требования. Чемберлена обменяли в «Лос-Анджелес Лейкерс», а Рэмси сам занял пост главного тренера. В первом же его матче в этом качестве «Севенти Сиксерс» разгромили «Лейкерс» с Чемберленом со счётом 114-96. Команда, место центрового в которой теперь занимал Люк Джексон, стала лидером лиги по результативности (119 очков за игру), а в обороне демонстрировала исповедуемый Рэмси агрессивный прессинг, закончив сезон с балансом 55-27, но затем снова проиграв «Бостону» в плей-офф. Рэмси занял второе место в борьбе за титул тренера года, уступив Джину Шу. В дальнейшем, однако, результаты «Филадельфии» пошли на спад, она легко проигрывала соперникам с доминантными центровыми, лишь однажды поднявшись над барьером в 50 % побед, и после сезона 1961/1962, который команда закончила с балансом 30-52, Рэмси подал в отставку.
Всего через 11 дней после ухода из «Филадельфии» с Рэмси подписала контракт одна из новых команд НБА «Баффало Брейвз», готовившаяся к своему третьему сезону в лиге. В первый год с Рэмси в качестве главного тренера «Брейвз», в основном составленные из игроков, не удержавшихся в других клубах, одержали только 21 победу в 82 играх. В межсезонье Рэмси потребовал от генерального менеджера Эдди Донована коренной ломки состава, и в итоге из всей прошлогодней команды к началу нового сезона остались только Рэнди Смит, Боб Кауффман и недавно выбранный на драфте Боб Макаду. Новый состав «Баффало» стал лучшим в НБА в нападении (111,6 очка за игру) и худшим — в обороне (111,6 очка за игру), выиграв вдвое больше матчей за сезон и растянув полуфинальную серию плей-офф конференции против «Селтикс» до шести матчей. В двух последних играх они уступили «Бостону» соответственно три и два очка. История повторилась в сезоне 1975/1976: как бы хорош ни был Макаду, которого Рэмси называл лучшим атакующим игроком лиги, «Селтикс» как команда были сильней и снова выиграли у «Баффало» в плей-офф в шести матчах. После этого сезона «Брейвз» расстались с Рэмси, с которым доходили до плей-офф трижды подряд, в последний год выиграв первую в своей истории серию. «Он не уволен, — пояснял владелец клуба Пол Снайдер, — с ним просто не возобновлён контракт»; сам Рэмси, однако, признавал, что команда, посредственно игравшая в обороне, не оправдала надежды владельца, платившего высокие зарплаты игрокам, на выигрыш чемпионата. После его ухода клуб «Баффало Брейвз» просуществовал всего два года, ни в один из которых сменившие его тренеры даже не приблизились к его показателям по проценту побед, и даже после переезда в Лос-Анджелес, где команда сменила название на «Лос-Анджелес Клипперс», ей не удавалось пробиться в плей-офф вплоть до 1992 года и выиграть серию до 2006 года.
После окончания контракта с «Баффало» Рэмси переместился в другой недавно присоединившийся к лиге клуб «Портленд Трэйл Блэйзерс», до этого ни разу не оканчивавший год с положительным балансом игр. Новая команда, однако, оказалась идеально подходящей для той быстрой и богатой на передачи манеры атаки, которую прививал своим подопечным Рэмси, перед началом первого сезона с ней заставивший игроков заниматься бегом на милю меньше чем за семь минут (причём он сам показывал в этом пример). В итоге «Портленд» в первый же сезон с Рэмси стал чемпионом НБА, переиграв всухую в финале Западной конференции «Лейкерс» с Абдул-Джаббаром, а в финальной серии в шести матчах взяв верх над бывшей командой Рэмси — «Севенти Сиксерс». Следующий год «Портленд» начал блестяще, выиграв 50 матчей и проиграв только десять за счёт командной игры, но травма лидера команды Билла Уолтона не позволила ей в итоге вновь претендовать на чемпионское звание. Ни Рэмси, тренировавший «Трэйл Блэйзерс» девять сезонов, ни последовавшие за ним тренеры «Портленда» так и не сумели повторить успех 1977 года, и эта победа так и остаётся единственной в истории клуба. Тем не менее имя Рэмси можно найти среди имён главных звёзд команды, вывешенных под крышей домашнего стадиона «Портленда».
Последние три года тренерской карьеры Рэмси провёл в команде «Индиана Пэйсерс», подав в отставку в 1988 году, когда команда начала сезон с семи поражений подряд. За время работы тренером в НБА он одержал со своими четырьмя командами 864 победы и потерпел 783 поражения. В 1996 году он был назван в числе десяти величайших тренеров в истории НБА. В 1992 году он также стал членом Зала славы баскетбола.

### Баскетбольный комментатор
После окончания работы с «Индианой» Рэмси начал работать на телевидении в качестве баскетбольного комментатораб на матчах «Филадельфия Севенти Сиксерс», а позже на матчах «Майами Хит». Когда команда «Майами Хит» в 1995 году была приобретена бизнесменом Микки Арисоном, он обратился к Рэмси с предложением стать её штатным комментатором. Со временем Рэмси начал восприниматься как часть «Майами» настолько, что даже был приглашён с командой в Белый дом, когда она выиграла чемпионат НБА. В общей сложности он вёл трансляции с матчей «Майами» на протяжении восьми сезонов, после чего перед началом сезона 2000/2001 перешёл на полную ставку в широковещательную корпорацию ESPN. Там работа Рэмси продолжалась вплоть до 2013 года, когда ему пришлось уйти на покой в связи с ухудшающимся состоянием здоровья.